# Porfyriny

Nejvýznamnější porfyrin, hem b

Porfyriny (z řeckého slova πορφύρα porphura – fialová) jsou organické, cyklické sloučeniny, odvozené od tetrapyrrolu porfinu, což je látka tvořená spojením čtyř pyrrolových kruhů pomocí methinových můstků.
Mají schopnost tvořit komplexy s kovovými ionty, vzniklé metaloporfyriny mají nezastupitelnou úlohu v mnoha metabolických procesech. Metaloporfyrin vázající železo, hem, umožňuje mimo jiné přenos kyslíku červenými krvinkami. Jiný metaloporfyrin, vázající hořčík, chlorofyl, umožňuje fotosyntézu.

## Vlastnosti porfyrinů
Všechny porfyriny jsou barviva nebo barvivům podobné sloučeniny. V kyselém prostředí rozpuštěné porfyriny při osvětlení UV světlem (400 nm) silně fluoreskují v červené oblasti (605 a 650 nm). Toho se využívá ke stanovení i velmi malých množství porfyrinů.
Jiný způsob stanovení využívá absorpčního spektra. Charakteristickým znakem všech porfyrinů, bez ohledu na postranní řetězec, je úzký absorpční tzv. Soretův pás ležící mezi 350 a 450 nm, s maximem asi 405 nm.

## Názvosloví
Mnoho porfyrinů má triviální názvy. Kromě toho existují další dvě platné nomenklatury. Starší a používanější je názvosloví, které vypracoval Hans Fisher. IUPAC vytvořila nové, modernější názvosloví, v biochemické literatuře se ale používá zřídka.

### Izomerie
Přírodní porfyriny mají vodíky pyrrolových jader nahrazeny postranními řetězci. Porfyriny mohou obsahovat čtyři typy substituentů:
Postranní řetězce porfyrinů
| název     | vzorec     | zkratka |
| --------- | ---------- | ------- |
| methyl    | CH3        | M       |
| acetát    | CH2COOH    | A       |
| propionát | CH2CH2COOH | P       |
| vinyl     | CH = CH2   | V       |

Každý porfinový kruh má 8 poloh pro substituci. Je tedy jasné, že vzniká množství izomerů. Označují se římskými číslicemi za názvem porfyrinu.
Porfyriny, které mají substituenty uspořádané symetricky, se nazývají porfyriny I. typu. Asymetrické porfyriny jsou porfyriny III. typu. V přírodě se vyskytuje pouze I. a III. typ porfyrinů, III. typ je častější a významnější.

### Biologicky důležité metaloporfyriny
- Hem (Fe2+, Fe3+)
- Chlorofyl (Mg2+)
- Bakteriochlorofyl
- Kobalamin (Co3+)

### Hemoproteiny
Hem je nejvýznamnějším metaloporfyrinem. Tvoří prostetickou skupinu v mnoha životně důležitých enzymech, jako jsou například:
- Hemoglobiny
- Myoglobiny
- Cytochromy
  - Cytochrom c
  - Cytochrom P-450
- Katalázy

## Porfyriny v lékařství
Bylo zjištěno, že některé nádory přijímají více porfyrinů než normální tkáň. Pacientovi je podán hematoporfyrin nebo příbuzná látka a nádor je pak ozářen argonovým laserem. To excituje porfyriny nahromaděné v nádorových buňkách, což má cytotoxický efekt.
Tomuto způsobu léčby se říká nádorová fototerapie.